# Alexander Novakovic

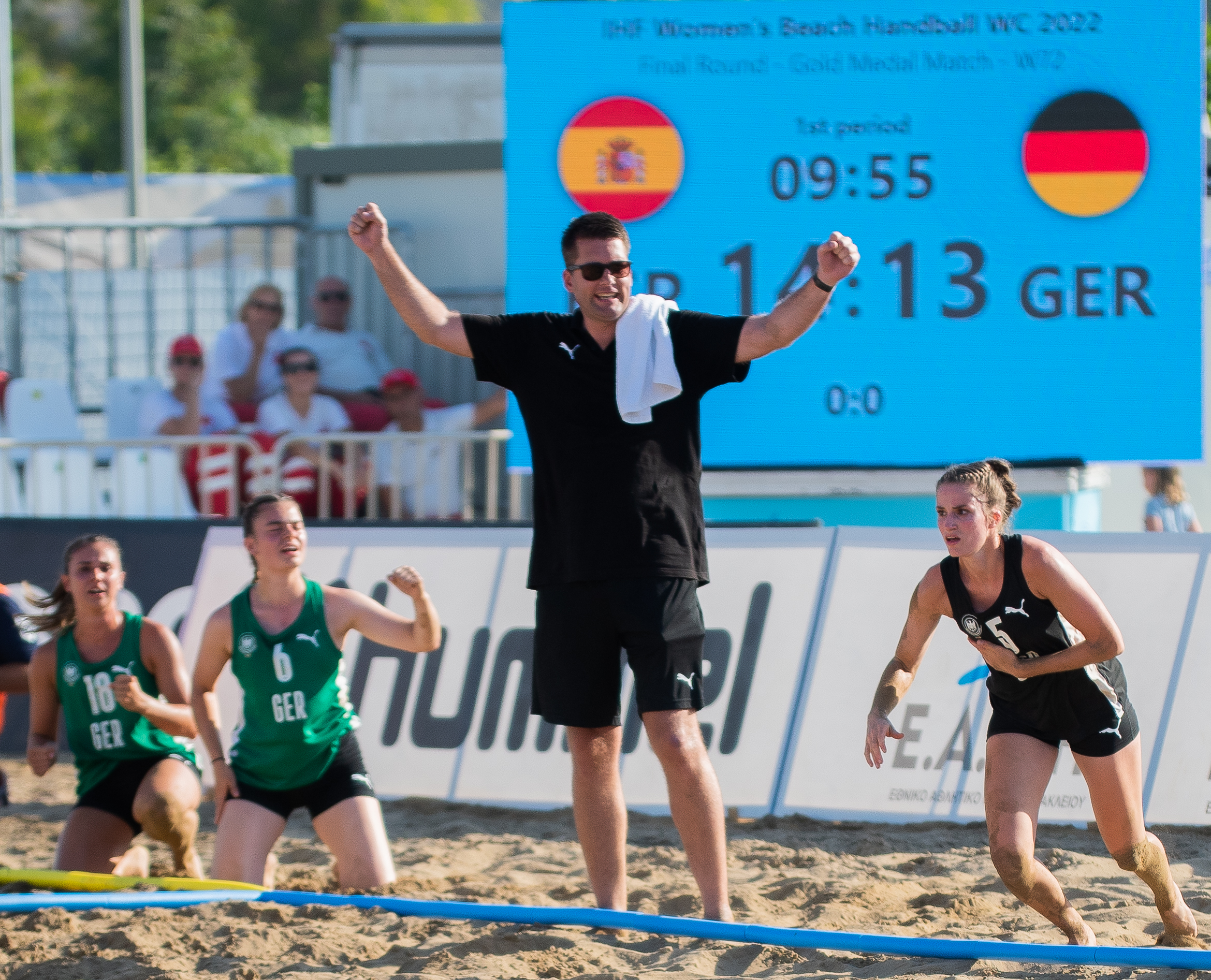
Novakovic während des WM-Finales 2022

Alexander Daniel Novakovic (* 19. März 1984 in Ismaning) ist ein deutscher Beachhandballtrainer. Er ist seit 2018 Bundestrainer der deutschen Frauen-Nationalmannschaft im Beachhandball. Novakovic ist der aktuell erfolgreichste Beachhandball-Nationaltrainer der Welt, darunter Doppel-Welt- und Europameister sowie Sieger der World Games.

## Sportliche Karriere
Novakovics Heimatverein ist der TSV Ismaning. Er war von 2014 bis 2018 für das Beachhandballteam der Frauen „Brüder Ismaning“ verantwortlich, mit denen er 2014, 2016 und 2017 deutscher Meister wurde sowie von 2014 bis 2017 ununterbrochen die Qualifikation für die Vereinseuropameisterschaft, dem EHF Champions Cup auf Gran Canaria erreichte. Als beste Platzierung erreichte das Team 2014 und 2017 Platz 4.
Seit 2014 betreut Novakovic Beachhandball-Nationalmannschaften der weiblichen Jugend beim Deutschen Handballbund und hat im Mai 2015 in Thessaloniki (GRE) erfolgreich die Ausbildung zum EHF Beachcoach Level 1 der Europäischen Handballföderation absolviert und im Oktober 2018 in Catania (ITA) die Weiterbildung und Prüfung zum EHF Beachcoach Level 2 abgeschlossen. Im Oktober 2023 erreichte Novakovic das EHF Level 3, das derzeit höchste Trainer-Diplom im Beachhandball.
Unter seiner Führung gewann die weibliche U19-Nationalmannschaft die Bronzemedaille bei der Europameisterschaft 2015. Ebenfalls EM-Bronze gewann Novakovic mit der weiblichen U17-Nationalmannschaft 2017. 2018 wiederholte Novakovic mit der U18-Nationalmannschaft deren Erfolg und wurde erneut EM-Dritter. Im Jahr 2019 wurde Novakovic zum Bundestrainer der Damen befördert. Die U17-Nationalmannschaft baute er neu auf und diese wurde zum vierten Mal EM-Dritter. Mit der Frauen-Nationalmannschaft wurde Novakovic am 18. Juli 2021 in Warna (Bulgarien) Europameister, am 26. Juni 2022 in Heraklion Weltmeister und am 15. Juli 2022 in Birmingham/Alabama Sieger der World Games. 2023 wiederholte das Team mit Bundestrainer Novakovic den Sieg bei der Europameisterschaft und wurde am 28. Mai 2023 in Nazaré (Portugal) erneut Europameister. Am 23. Juni 2024 wurde die Frauen-Nationalmannschaft in Pingtan (China) unter seiner Führung erneut Weltmeister.
Zwischen 2004 und 2022 war Novakovic in Bayern Referent für Beachhandball, hält fortan nationale Trainerfortbildungen und ist maßgeblich Antreiber für die Entwicklung der Sportart. Das EHF Europäische Handballföderation Executive Committee berief Novakovic im April 2019 zum EHF Lecturer für Beachhandball. Seither ist er auch international bei Trainerausbildungen als Dozent involviert. 2023 war Novakovic als Dozent an der IHF Education Week der Internationale Handballföderation IHF beteiligt und war ein Teilnehmer des IHF World Coaches Symposiums, das sich mit Regeländerungen und der Weiterentwicklung der Sportart beschäftigt.
Im Jahr 2017 wurde Novakovic als Experte bei der Übertragung der Beachhandball World Games auf Sport1 eingesetzt. Seither wurde er bei vielen Beachhandballevents, im TV und in Livestreams als Experte eingesetzt.
Im Demonstrationsturnier bei den olympischen Spielen von Paris fungierte Novakovic als Trainer je einer Weltauswahl der Frauen und Männer.

## Erfolge Beachhandball

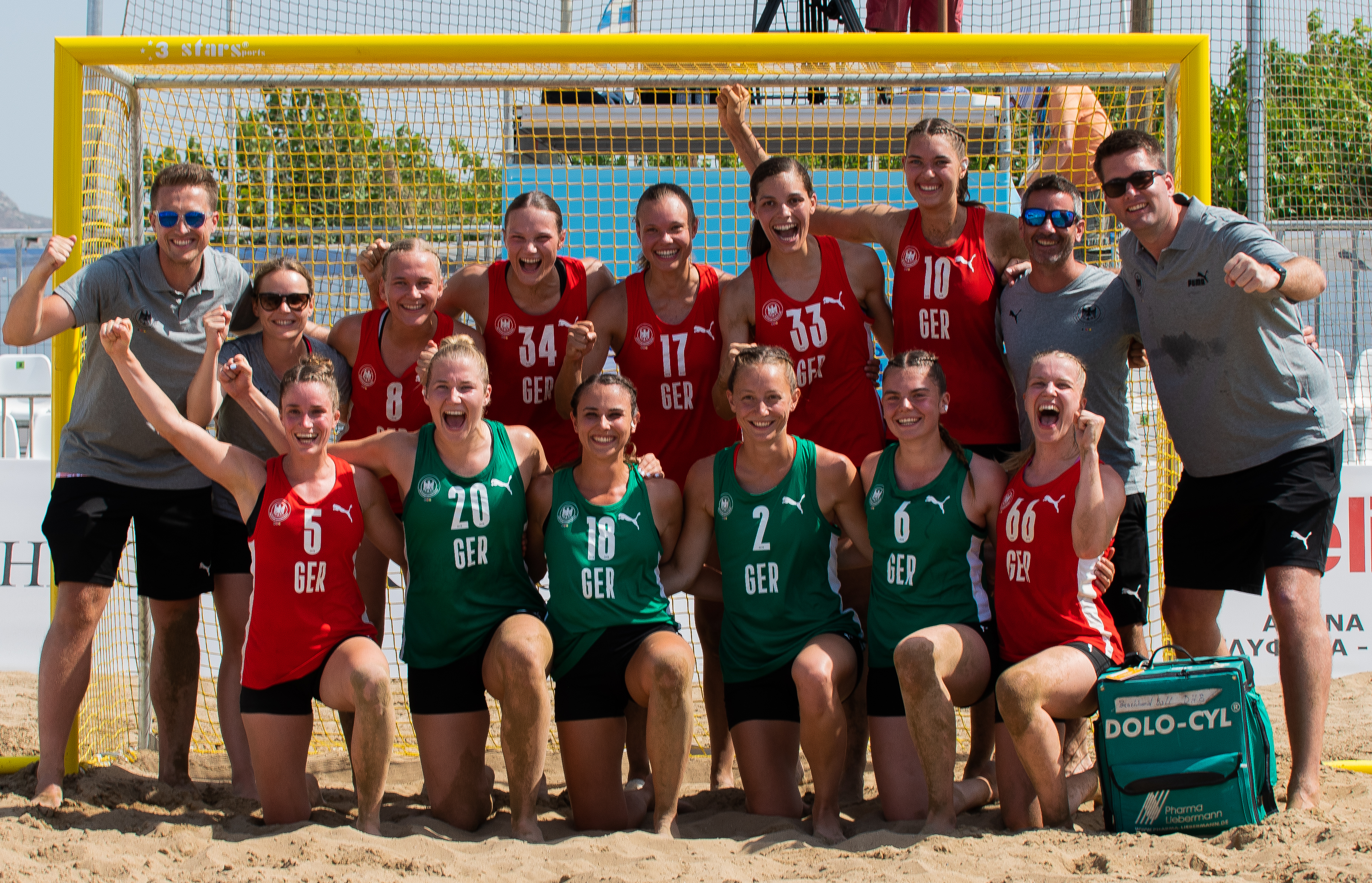
Novakovic (rechts) mit seiner Mannschaft bei der WM 2022

- World-Games-Sieger (Goldmedaille) 2022[15]

- Weltmeister 2022, 2024[16]

- Europameister 2021, 2023[17]
- Deutscher Meister 2014[18], 2016[19], 2017[20]
- Deutscher Vizemeister 2015[21]
- EHF Champions Cup 2014 (4.)[22], 2015 (5.)[23], 2016 (11.)[24], 2017 (4.)[25]

- 3. Platz Europameisterschaft 2015, weibliche U19-Nationalmannschaft (Bronzemedaille)
- 3. Platz Europameisterschaft 2017, weibliche U17-Nationalmannschaft (Bronzemedaille)
- 3. Platz Europameisterschaft 2018, weibliche U18-Nationalmannschaft (Bronzemedaille)
- 3. Platz Europameisterschaft 2019, weibliche U17-Nationalmannschaft (Bronzemedaille)

## Persönliches
Alexander Novakovic ist katholisch, verheiratet und Vater von zwei Kindern. Er lebt im Münchener Vorort Ismaning.